# Любомир Петров
Любомир Петров е български тенисист, състезател за Купа Дейвис. Роден е на 14 декември 1951 г. в Русе. За отбора на България за Купа Дейвис има 4 победи и 9 загуби.
Главен треньор в собственото си тенис училище в Херенберг (Германия) от 1998 до 2006 г., а преди това 11 години е главен треньор в друга тенис школа. Спортен директор и главен треньор в Българската федерация по тенис, отговаря за всички национални отбори – от децата до 12 години до отборите за Купа Дейвис и Фед Къп.
Играе активно в турнири за ветерани, като се състезава за Германия. Към май 2007 г. е № 5 в ранглистата за ветерани над 55 години.
През 2007 г. печели бронзов медал на световното първенство за ветерани в Анталия (Турция). През същата година Петров става европейски шампион за ветерани над 55 години.

## Финали

### Титли на сингъл (3)
| Година | Турнир   | Организатор | Категория  |
| 2006   | Шорндорф | ITF         | Seniors G2 |
| 2007   | Зеефелд  | ITF         | Seniors G1 |
| 2007   | Цюрих    | ITF         | Seniors G3 |

| Легенда                    |
| Seniors Турнир за ветерани |